# Llista de governants de Mònaco
La següent és una llista cronològica dels governants de Mònaco. La majoria pertanyen a la Casa de Grimaldi; amb excepcions, que consisteixen principalment en els administradors del Principat en virtut dels períodes d'ocupació estrangera, s'observen.

## Senyors de Mònaco
| Nom                                                                                                   | Regnat                                       | Notes |
| --- | -------------------------------------------- | --- |
| Francesco Grimaldi                                                                                    | 8 de gener de 1297 1                         | Per bé Francesco va prendre possessió de la fortalesa de Mònaco, mai no en va ser el seu governant.                                                             |
| Rainier I                                                                                             | 8 de gener de 1297 - 10 d'abril de 1301      | cosí de François 1 |
| Sota control dels genovesos entre el 10 d'abril de 1301 i el 12 de setembre de 1331                   |                                              | |
| Senyors de Mònaco (Francès: senyors de Mònaco)                                                        |                                              | |
| Carles I                                                                                              | 12 de setembre de 1331 - 15 d'agost de 1357  | al costat del sobirà 29 de juny de 1352 - 15 d'agost de 1357 |
| Antoni I                                                                                              | 29 de juny de 1352 - 15 d'agost de 1357      | al costat del sobirà 29 de juny de 1352 - 15 d'agost de 1357 |
| Rainier II                                                                                            | 29 de juny de 1352 - 15 d'agost de 1357      | al costat del sobirà 29 de juny de 1352 - 15 d'agost de 1357 |
| Gabriel I                                                                                             | 29 de juny de 1352 - 15 d'agost de 1357.     | al costat del sobirà 29 de juny de 1352 - 15 d'agost de 1357 |
| Sota control dels genovesos entre el 15 d'agost de 1357 i el gener de 1395                            |                                              | |
| Lluís I                                                                                               | de gener de 1395 - 19 de desembre de 1395    | Primer de dos regnats 2 , juntament amb Joan I. |
| Joan I                                                                                                | de gener de 1395 - 19 de desembre de 1395    | primer dels tres regnats 3 , juntament amb Lluís |
| Sota control dels genovesos de 19 de desembre de 1395 de 11 de maig de 1397.                          |                                              | |
| Lluís I                                                                                               | 11 de maig de 1397 - 5 de novembre de 1402   | En els dos regnats. |
| Sota control dels genovesos de 5 de novembre de 1402 de 5 de juny de 1419.                            |                                              | |
| Ambròs I                                                                                              | 5 de juny de 1419 - 1427                     | juntament amb Antoni i Joan I |
| Antoni                                                                                                | 5 de juny de 1419 - 1427                     | juntament amb Ambròs i Joan I |
| Joan I                                                                                                | 5 de juny de 1419 - 3 d'octubre de 1436      | En els tres regnats 3 , juntament amb Ambròs i Antoni |
| ocupat pel Ducat de Milà sota el govern de Blaise Assereto de 3 d'octubre de 1436 de novembre de 1436 |                                              | |
| Joan I                                                                                                | novembre de 1436 - 8 de maig de 1454         | tercer dels tres regnats. |
| Català I                                                                                              | 8 de maig de 1454 - Juliol de 1457           | |
| Claudina I                                                                                            | Juliol de 1457 - 16 de març de 1458          | |
| Pomelline Fregoso                                                                                     | Juliol de 1457 - 16 de març de 1458          | Regent per Claudina. |
| Lambert I                                                                                             | 16 de març de 1458 - març de 1494            | |
| Joan II                                                                                               | març de 1494 - 11 d'octubre de 1505          | |
| Llucià I                                                                                              | 11 d'octubre de 1505 - 22 d'agost de 1523    | |
| Honorat I                                                                                             | 22 d'agost de 1523 - 7 d'octubre de 1581     | |
| Agustí Grimaldi                                                                                       | 22 d'agost de 1523 - 14 d'abril de 1532      | Regent per Honorat I |
| Nicolau Grimaldi                                                                                      | 14 d'abril de 1532 - 23 d'abril de 1532      | Regent per Honorat I |
| Esteve Grimaldi                                                                                       | 23 d'abril de 1532 - 16 de desembre de 1540  | Regent per Honorat I |
| Carles II                                                                                             | 7 d'octubre de 1581 - 17 de maig de 1589     | |
| Hèrcules I                                                                                            | 17 de maig de 1589 - 29 de novembre de 1604  | |
| Honorat II                                                                                            | 29 de novembre de 1604 - 10 de gener de 1662 | Tot i que va començar a governar com Senyor de Mònaco, Honorat II es va convertir més tard en el primer governant de Mònaco a utilitzar el títol de Príncep 4 . |
| Príncep Francesco Landi de Valdetaro                                                                  | 29 de novembre de 1604 - 1616                | Regent per Honorat II |

## Prínceps de Mònaco
| Nom | Regnat                                         | Notes                                                                                                   |
| --- | ---------------------------------------------- | --- |
| Prínceps de Mònaco (a França: Princes de Monaco ) |                                                | |
| Honorat II | 29 de novembre, 1604 - 10 de gener, 1662       | |
| Lluís I | 10 de gener, 1662 - 2 de gener, 1701           | Lluís I no s'ha de confondre amb l'anterior Lluís de Mònaco 2 .                                         |
| Antoni I | 2 de gener de 1701 - 20 de febrer de 1731      | |
| Lluïsa Hipòlita | 26 de febrer de 1731 - 29 de desembre de 1731  | |
| Jaume I | 20 de febrer, 1731 - 31 de desembre, 1731      | regent en nom de Lluïsa Hipòlita fins a la seva mort                                                    |
| Jaume I | 31 de desembre de 1731 - 7 de novembre de 1733 | |
| Honorat III | 7 de novembre, 1733 - 19 de gener, 1793        | |
| Governat per una Convenció Nacional escollida amb el seu president Joseph Barrera de 19 de gener de 1793 fins que el 24 de febrer de 1793                                                                             |                                                | |
| Annexat per França de 14 de febrer de 1793, sota ocupació francesa fins al 17 de juny de 1814. |                                                | |
| Louis Armand de Gontant | 24 de febrer de 1793 - 1 de març de 1793       | Comissari francès.                                                                                      |
| Henri Grégoire | ? -?                                           | Comissari francès.                                                                                      |
| Marie Grégoire Jagot | ? -?                                           | Comissari francès.                                                                                      |
| Sota ocupació aliada de 17 de maig de 1814 a 17 de juny de 1814. |                                                | |
| Honorat IV | 30 de maig de 1814 a 16 de febrer de 1819      | |
| Joseph Marie Honoré Jerôme Grimaldi | 17 de juny de 1814 - 23 de juny de 1814        | Regent per Honorat IV                                                                                   |
| Consell d'Estat de Mònaco format per Louis Millo-Terrazzani, Horace Pretti de Saint-Ambroise, Antoine Sigaldi, Joseph Rey i Honoré Albini, governant en favor d'Honorat IV de 23 de juny de 1814 a 4 de març de 1819. |                                                | |
| Honorat V | 3 de març de 1815 - 16 de febrer de 1819       | Regent pel seu pare Honorat IV en la seva primerenca edat, es va convertir en Honorat V a la seva mort. |
| Honorat V | 16 de febrer de 1819 - 2 d'octubre de 1841     | |
| Florestà I | 2 d'octubre de 1841 - 20 de juny de 1856       | |
| Carles III | 20 de juny de 1856 - 10 de setembre de 1889    | |
| Albert I | 10 de setembre de 1889 - 26 de juny de 1922    | |
| Lluís II | 26 de juny de 1922 - 9 de maig de 1949         | |
| Rainier III | 9 de maig de 1949 - 6 d'abril de 2005          | |
| Príncep Albert, marquès de Baus | 31 de març, 2005 - 6 d'abril 2005              | Regent del seu pare, ancià i discapacitat Rainier III, es va convertir en Albert II a la seva mort.     |
| Albert II | 6 d'abril de 2005 - actualitat                 | |